# Lubiąż
Lubiąż (deutsch Leubus) ist ein Ortsteil der Stadt- und Landgemeinde Wołów im  Powiat Wołowski der Woiwodschaft Niederschlesien in Polen. Die Kreisstadt Wołów (deutsch Wohlau) liegt 12 Kilometer nordöstlich.

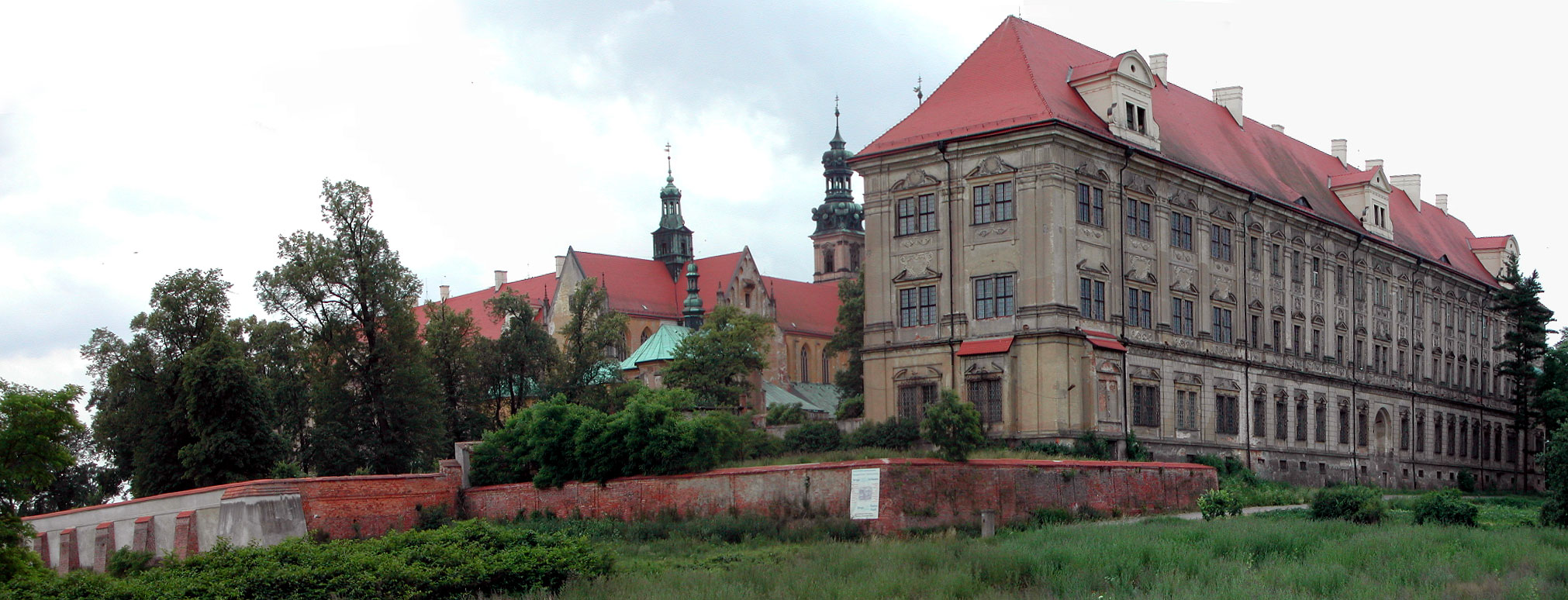
Zisterzienserkloster Leubus

## Geografie
Lubiąż liegt am rechten Ufer der Oder, gegenüber der 7 km westlich gelegenen Stadt Prochowice (Parchwitz) und der Mündung der Kaczawa (Katzbach) in die Oder. Das flache Gebiet ist durch Land- und Forstwirtschaft geprägt.
Bis 1928 gliederte sich Leubus in die drei Gemeinden Städtel Leubus (Stadtrecht von 1249 bis 1844), das Kloster Leubus und die Domäne Leubus, die danach zu einer Landgemeinde zusammengeschlossen wurden.
Der Ort ist durch das ehemalige Zisterzienserkloster Leubus bekannt, einen Gebäudekomplex von europäischem Format. Es bestand von 1163 bis zur Säkularisation 1810 und war ein wichtiger Entwicklungsmotor Niederschlesiens.
Für den Fremdenverkehr hat v. a. dieser Klosterkomplex, dessen Renovierung nach der Wende 1989 begann, zunehmende Bedeutung. Seit 2004 wurden Leubus und die Oder mit der Route Szlak Odry für Kajakfahrten touristisch erschlossen. Ein Anziehungspunkt ist auch der 1987 angelegte Odrzyska, ein 5,2 ha großes Naturschutzgebiet. Es liegt nordwestlich der Ortschaft in den Oderauen und birgt zahlreiche geschützte Pflanzenarten.

## Geschichte
Herzog Bolesław I. berief im Jahre 1163 Zisterziensermönche aus dem deutschen Kloster Pforta zur Gründung des ältesten Zisterzienserklosters im damals polnischen Schlesien. Das Stiftungsdokument wurde 1175 ausgestellt und das Kloster mit zahlreichen Privilegien ausgestattet. Von Leubus aus wurden im 13. Jahrhundert eine Reihe von Tochterklöstern gegründet: Mogiła in Kleinpolen nahe Krakau (1222) sowie Henryków (Heinrichau) (1227) und Kamieniec Ząbkowicki (Kamenz) (1249) in Schlesien. Zudem erhielt Leubus die Aufsicht über das Zisterzienserinnenstift Trebnitz. Bereits in jener Zeit war das Kloster ein Zentrum der mittelalterlichen Chronistik. Das oderabwärts gelegene Städtel Leubus erhielt 1249 das Stadtrecht, war vom Kloster abhängig, profitierte aber von dessen Förderung, die sich auch in den zahlreichen Weinbergen zeigte, die noch bis 1945 vorhanden waren.
Seit dem 14. Jahrhundert stellte das Siegel der Stadt das Lamm Gottes dar. In den Hussitenkriegen wurde Leubus stark in Mitleidenschaft gezogen. Im 16. Jahrhundert gab es einige Konflikte infolge der Reformation sowie eines lang anhaltenden Streits um die Exemtion mit dem Breslauer Bischof, der erst 1677 beigelegt werden konnte. Nach den Verwüstungen der Ortschaft und des Klosters im Dreißigjährigen Krieg erlebte das Kloster eine neue Blütezeit, in der der komplette Umbau des Komplexes im barocken Stil erfolgte. Zu den wichtigsten Künstlern jener Zeit gehörte der schlesische Maler Michael Willmann, der in Leubus 1706 starb und begraben wurde.
Die Besetzung Schlesiens durch Preußen im Jahre 1740 während der Schlesischen Kriege leitete den Niedergang des Klosters ein, weil der Staat nun massiv in die Finanzen eingriff und den Zugang zum Orden reglementierte. Infolge der Säkularisation wurde das Kloster 1810 dann komplett aufgelöst. Die Kunstschätze inklusive der Bibliothek wurden größtenteils nach Breslau gebracht.
Danach wurde ein Teil der Gebäude für das königlich preußische Schlesische Landgestüt Leubus genützt. Das Gestüt wurde 1817 nach den Napoleonischen Kriegen gegründet, um den großteils vernichteten Pferdebestand wieder zu heben. Die Zahl der ursprünglich 30 Landbeschäler stieg dadurch bis 1866 auf 150 Hengste. Das Gestüt wurde 1939 nach Schloss Fürstenstein (Zamek Książ) umquartiert, nachdem es, neben der 1830 eröffneten Heil- und Pflegeanstalt für Geisteskranke (ursprünglich Irrenheilanstalt Leubus), über hundert Jahre der bedeutendste Arbeitgeber in Leubus war. Im Kloster wurde auch die Verwaltung der Domäne eingerichtet, die rund 250 Einwohner umfasste. Kloster-Leubus hatte im Jahre 1895 1.946, das Städtel-Leubus im Jahre 1890 666 Einwohner. Nach der Zusammenlegung der Ortsteile 1928 zählte Leubus 4.240 Einwohner (1939).
Für die psychiatrische Klinik wurde von 1902 bis 1910 ein ausgedehnter Gebäudekomplex mit landwirtschaftlichem Gut errichtet, der seinerzeit mit über 1000 Betten zu den modernsten Anstalten zählte. 1942 wurde die Klinik von der Wehrmacht, nach 1945 von der Roten Armee genutzt und dient heute wieder zivilen Zwecken.
Während des Zweiten Weltkriegs war in den Kellergewölben des Klosters eine Fabrik untergebracht, in der Zwangsarbeiter kriegswichtiges Gerät produzierten. Nachdem Rotarmisten das Kloster 1945 erreicht hatten, wurden große Teile verwüstet und geplündert, darunter auch das Mausoleum der Äbte und der piastischen Herzöge. Es wurde eine psychiatrische Klinik für Rotarmisten eingerichtet, der Gebäudekomplex verfiel nach dem Abzug der Sowjets 1950 in den folgenden Jahrzehnten weiter. Nach 1989 begannen Maßnahmen zur Rettung der Klostergebäude, die bis heute andauern. Die wichtigsten Säle und die komplette Dachkonstruktion wurden seitdem erneuert. 1996 wurde der Fürstensaal für Besucher geöffnet. Außerdem werden im Kloster verschiedene Ausstellungen in Kooperation mit schlesischen Einrichtungen in Deutschland abgehalten.

## Sehenswürdigkeiten

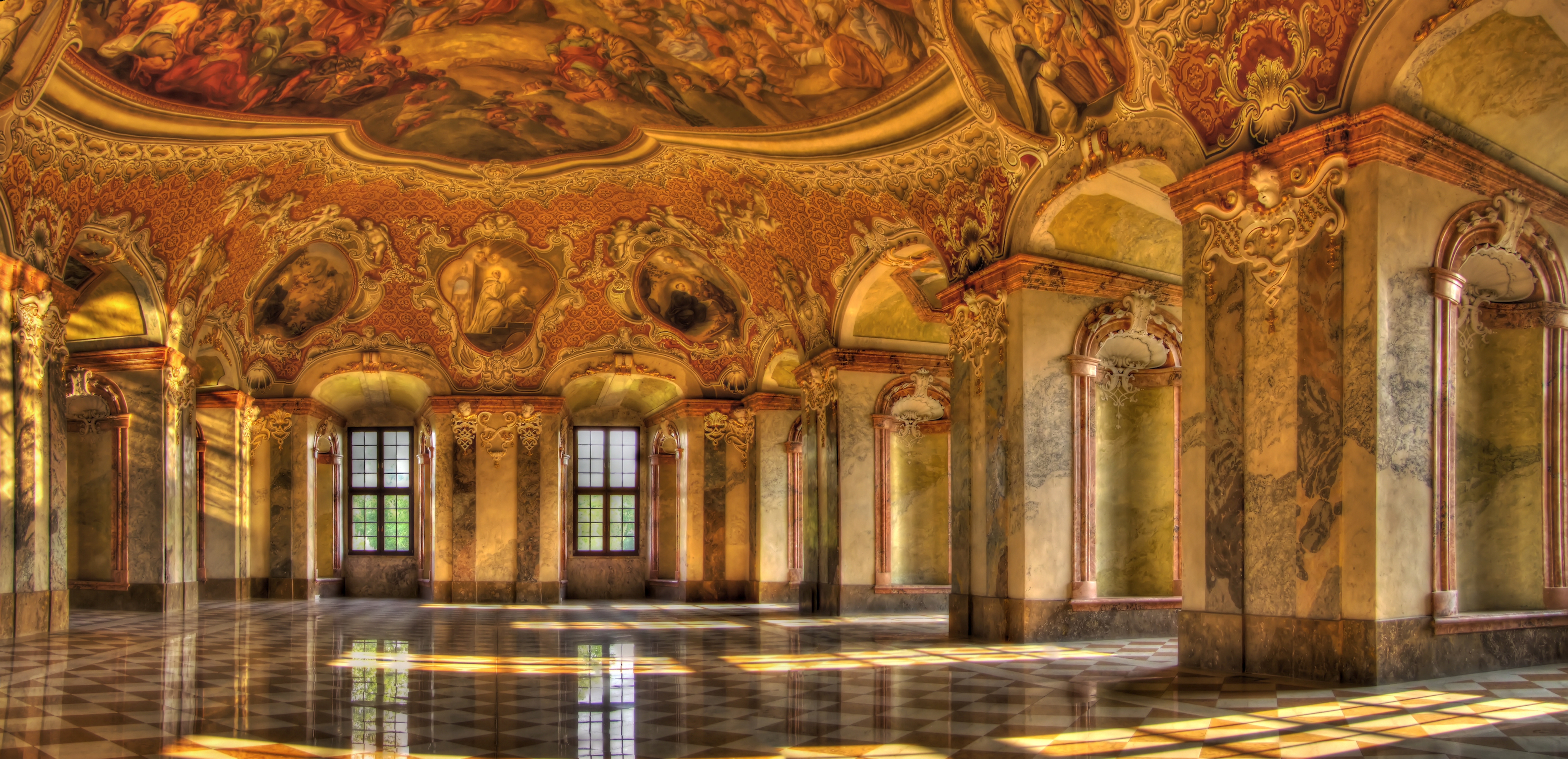
Hauptrefektorium der Zisterzienserabtei

- Das wichtigste Kulturdenkmal in Lubiąż ist das ehemalige Zisterzienserkloster Leubus. Es handelt sich um eine der größten Anlagen dieses Typs in ganz Polen; allein die Gesamtfläche aller Dächer beträgt 2,5 Hektar und die Länge der Fassade 223 Meter. Das Kloster gilt als Hauptwerk des schlesischen Barock. Es besteht aus einer gotischen Klosterkirche (1307–1340), die auf den Grundmauern einer früheren romanischen Kirche errichtet wurde, dem Klosterkomplex selbst, der St. Jakobskirche (1696–1729) sowie verschiedenen Wirtschaftsgebäuden. Auf dem Gelände findet jedes Jahr im Sommer das beliebte Slot Art Festival statt.
- Ein weiteres barockes Baudenkmal ist die örtliche Pfarrkirche zum Heiligen Valentin auf einem kleinen Hügel im Norden der Ortschaft, im ehemaligen Städtel Leubus an der Oder. Die Kirche stammt aus dem 14. Jahrhundert. In ihrer heutigen, barocken Form wurde sie von 1734 bis 1745 als Stiftung des Leubuser Abtes Konstantin Beyer errichtet und mit einem vergleichsweise schlichten Glockenturm ausgestattet. Das Innere wurde von Christian Philipp Bentum ausgemalt; Franz Joseph Mangoldt war hier als Bildhauer tätig. Das Altargemälde „Wunderbare Heilung des Sohnes des Heiden Kraton durch den hl. Valentin“ wurde 1756 durch Christian Philipp Bentum geschaffen.[8]
- Im Ortsgebiet an einer Kreuzung der Straße Wohlau nach Striegau findet sich die barocke Nepomukskapelle aus dem Jahre 1727 mit rundem Grundriss und einer Kuppel mit einer Laterne.

## Persönlichkeiten

### Söhne und Töchter der Stadt
- Erich Peiper (1856–1938), Professor der Kinderheilkunde in Greifswald
- Wilhelm Pfeiffer (1867–1959), Veterinärchirurg und Hochschullehrer in Gießen
- Franz Sioli (1882–1949), Psychiater und Hochschullehrer

### Persönlichkeiten, die vor Ort gewirkt haben
- Arnold Freiberger (1589–1672), Abt des Klosters Leubus
- Michael Leopold Lukas Willmann (1630–1706), deutscher Maler der Barockzeit
- Friedrich Hoffmann (1820–1863), deutscher Psychiater, Arzt in der Psychiatrie von Leubus
- Emil Kraepelin (1856–1926), deutscher Psychiater
- Otfrid Foerster (1873–1941), deutscher Neurologe